# Pierre Hadot
Pierre Hadot (1. februar 1922-24. april 2010) var en fransk filosof og filosofihistoriker, der specialiserede sig i antik filosofi, især neoplatonisme.

## Baggrund
Hadot blev født den 1. februar 1922 i Reims. Han blev oprindeligt uddannet præst, men endte med at fungere som professor i hellenistisk og romersk filosofi ved Collège de France fra 1982 til 1991. Han blev pensioneret i 1991 og døde 88 år gammel i 2010 i Orsay. Han var gift med Ilsetraut Hadot.

## Filosofisk arbejde
Pierre Hadot var tidligt optaget af den senere Ludwig Wittgensteins sprogfilosofi. Han var blandt de første til at introducere Wittgenstein i Frankrig. Hadot hævdede, at formen og indholdet hang meget tæt sammen i Wittgensteins bog Filosofiske undersøgelser.
Pierre Hadot blev dog især kendt for at vise, at antikkens filosofi var en praksis i modsætning til den moderne akademiske fagfilosofi. Hadot var i den forbindelse ikke mindst optaget af filosoffer som Sokrates og Plotin. Hadot understregede, at antikkens filosofi ikke blot var en intellektuel disciplin, men en livsform. Han argumenterede for, at filosoffer som stoikerne og neoplatonisterne praktiserede filosofi som et middel til at transformere dem selv, snarere end blot som en intellektuel stræben. Hadot fremhævede herunder det vigtige i spirituelle øvelser inden for filosofien, såsom selvrefleksion, meditation og etiske praksisser, der var beregnet til at lede individer til større selvbevidsthed og indre transformation.
Hadot fik stor betydning for den franske idehistoriker Michel Foucaults sene arbejde med antikken. Det gjaldt ikke mindst Foucaults andet og tredje bind om seksualitetens historie.

## Udgivelser
- Traités théologiques sur la Trinité, Cerf 1960 (Sources Chrétiennes nos. 68 & 69)
- Porphyre et Victorinus. Paris, Institut d'Etudes augustiniennes, 1968. (Collection des études augustiniennes. Série antiquité ; 32–33)
- Marius Victorinus: recherches sur sa vie et ses oeuvres, 1971. (Collection des études augustiniennes. Série antiquité ; 44)
- Exercices spirituels et philosophie antique. Paris, Etudes augustiniennes, 1981. (Collection des études augustiniennes. Série antiquité ; 88). ISBN 2-85121-039-4
- La citadelle intérieure. Introduction aux Pensées de Marc Aurèle. Paris, Fayard, 1992. ISBN 2-213-02984-9
- Qu'est-ce que la philosophie antique? Paris, Gallimard, 1995. (Folio essais ; 280). ISBN 2-07-032760-4
- Plotin ou la simplicité du regard; 4. udg. Paris, Gallimard, 1997. (Folio esais ; 302). ISBN 2-07-032965-8
- Etudes de philosophie ancienne. Paris, Les Belles Lettres, 1998. (L'âne d'or ; 8). IBSN 2-251-42007-X
- Marc Aurèle. Tekster oversat af Pierre Hadot, med Concetta Luna, 1. udg. Paris, Collection Budé, 1998 IBSN 2-251-00472-6
- Plotin, Porphyre: Études néoplatoniciennes. Paris, Les Belles Lettres, 1999. (L'âne d'or ; 10). ISBN 2-251-42010-X
- La philosophie comme manière de vivre. Paris, Albin Michel, 2002. ISBN 2-226-12261-3
- Exercices spirituels et philosophie antique, nouvelle éd. Paris, Albin Michel, 2002. (Bibliothèque de l'évolution de l'humanité). ISBN 2-226-13485-9
- Le voile d'Isis: Essai sur l'histoire de l'idée de nature. Paris, Gallimard, 2004. ISBN 2-07-073088-3
- Wittgenstein et les limites du langage. Paris, J. Vrin, 2004. (Bibliothèque d'histoire de la philosophie). ISBN 2-7116-1704-1
- Apprendre à philosopher dans l'antiquité. L'enseignement du Manuel d'Epictète et son commentaire néoplatonicien (med Ilsetraut Hadot). Paris, LGF, 2004. (Le livre de poche ; 603). ISBN 2-253-10935-5

## Sekundærlitteratur
- Bosch-Veciana, Antoni (2013). El moviment lector de Pierre Hadot. De l'antiguitat clàssica a la contemporaneïtat de la vida filosòfica. Barcelona
- Busellato, S. (2021). The nietzschean interpretation of Pierre Hadot. Cadernos Nietzsche, 42, 253-274.
- Davidson, Arnold et F. Worms (dir.)(2010). Pierre Hadot, l'enseignement des antiques, l'enseignement des modernes, Paris, Rue d'Ulm
- González Hinojosa, R. A., & López Santana, L. E. (2016). Pierre Hadot: el cuidado de sí y la mayéutica socrática como ejercicio espiritual. CIENCIA ergo-sum: revista científica multidisciplinaria de la Universidad Autónoma del Estado de México, 23(1), 26-34.
- Goulet, R. (2010). Pierre Hadot 1922-2010. The International Journal of the Platonic Tradition, 4(2), 109-113.
- Hoffmann, Philippe (2012), « Pierre Hadot (1922-2010) », Annuaire de l'École pratique des hautes études (EPHE), Section des sciences religieuses, 119 |
- Hutter, H. (2009). Ad Pierre Hadot. New Nietzsche Studies, 8(1/2), i-vii.
- Oliveira, L. (2016). Dossiê Pierre Hadot:: a filosofia como modo de vida. Revista Archai, (18), 285-285.
- Paquot, Thierry (2010). Pierre Hadot (1922-2010) : La philosophie comme "art de vivre. Hermès, La Revue, vol. 57, no 2, 2010, p. 187-191
- Weber, Michel (2008), L’Épreuve de la philosophie. Essai sur les fondements de la praxis philosophique, Louvain-la-Neuve, Les Éditions Chromatika